# Sparrows
Sparrows is een Amerikaanse stomme film uit 1926.

## Verhaal
Sparrows gaat over een boerderij waar de gemene familie Grimes weeskinderen toelaat zodat ze kunnen werken op hun land. De kinderen hebben zware werktijden en zijn ook al ondervoed. De oudste, Molly, zorgt vooral voor de kleine kinderen en steelt zo nu en dan ook eten voor hen. Wanneer de baby Doris Wayne het land op komt, is Molly dolblij met de nieuwe baby. Maar als meneer Grimes erachter komt dat ze een baby van een rijk familie is en eigenlijk ontvoerd is, wil hij haar in het moeras gooien, omdat hij anders de gevangenis in moet. Als Molly hierachter komt, is ze vastberaden te vluchten met haar kinderen. Maar het is een lange en gevaarlijke weg...

## Rolverdeling
| Acteur                 | Personage      |
| ---------------------- | -------------- |
| Mary Pickford          | Molly          |
| Gustav von Seyffertitz | Meneer Grimes  |
| Charlotte Mineau       | Mevrouw Grimes |
| Roy Stewart            | Dennis Wayne   |
| Mary Louise Miller     | Doris Wayne    |
| Spec O'Donnell         | Ambrose Grimes |